# Ebreichsdorf
Ebreichsdorf ist eine südlich von Wien gelegene Stadtgemeinde mit 12.003 Einwohnern (Stand 1. Jänner 2025) im Verwaltungsbezirk Baden im Industrieviertel Niederösterreichs.

## Geographie
Ebreichsdorf liegt mitten im Wiener Becken, im so genannten Steinfeld. Durch Ebreichsdorf fließen die Piesting und die Fischa; der Kalte Gang entspringt hier.

### Gemeindegliederung
Das Gemeindegebiet umfasst folgende vier Ortschaften (in Klammern Einwohnerzahl, Stand 1. Jänner 2025):
- Ebreichsdorf (5630)
- Schranawand (203)
- Unterwaltersdorf (3436)
- Weigelsdorf (2734)

Die Stadtgemeinde (Stadtrecht seit September 2001) besteht aus den 4 Katastralgemeinden:
- Ebreichsdorf
- Unterwaltersdorf
- Schranawand
- Weigelsdorf

### Nachbargemeinden
| Trumau (BN)          |                                             | Himberg (BL), Moosbrunn (BL), Mitterndorf an der Fischa (BN), Reisenberg (BN) |
| Oberwaltersdorf (BN) | Kompassrose, die auf Nachbargemeinden zeigt | Seibersdorf (BN)                                                              |
|                      | Pottendorf (BN)                             |                                                                               |

∗ Gemeindegebiet Münchendorf grenzt nicht an, weil sich Trumau dazwischen schiebt.

## Geschichte

Ebreichsdorf und Umgebung um 1873 (Aufnahmeblatt der Landesaufnahme)

Der Ort nahe dem heutigen Bahnhof Ebreichsdorf war schon in der Spätbronzezeit besiedelt und dürfte ein wichtigeres Handelszentrum gewesen sein: 2019/2020 wurden bei Arbeiten an der Pottendorfer Linie der ÖBB Artefakte aus dieser Zeit gefunden, darunter der 3100 Jahre alte Goldschatz von Ebreichsdorf. Ein wichtiges Stück ist eine Trinkschale, die reich mit Motiven verziert ist, die als Ausdruck eines Sonnenkults interpretiert werden. Ihre Machart deutet auf eine Herkunft aus dem Ostseeraum hin. Enthalten ist auch ein Bündel von Goldfäden mit 0,7 mm Fadendurchmesser. Die Herkunft des Goldes ist gemäß Analysen Flussgold aus dem Böhmischen Mittelgebirge. Im August 2023 wurden die Artefakte und weitere 300 Kisten mit Funden aus der Siedlung, etwa Keramikscheiben, per Schenkung der ÖBB an das Naturhistorische Museum Wien übergeben.
Auch später dürfte in der Nähe von Ebreichsdorf eine große römische oder von den Römern besetzte keltische (boische) Siedlung bestanden haben, die sich auch in frühchristlicher Zeit hielt.
Der Name leitet sich vom Ritter Eberich ab (Ebreichsdorf) und wird das erste Mal in einer Urkunde des Bischofs Ulrich von Passau genannt. Später unter den Babenbergern war die Besiedlung in der für diese Zeit typischen Angerdörfern. Bereits 1120 wurde das frühere Schloss in Schranawand (früher Schranabatten), einer kleinen Bauernsiedlung, erwähnt. Von diesem Schloss sieht man nichts mehr. Nur die Kirche, die auch schon unter den Babenbergern erbaut wurde, steht heute noch.
Unterwaltersdorf wurde bereits 1304 als Markt erwähnt. Das Schloss Ebreichsdorf dürfte ein Veste (Festung) gegen die immer wieder hereindringenden Ungarn gewesen sein. Genaue Unterlagen über die Entstehung des Schlosses gibt es aber nicht. Im Jahr 1333 ging Ebreichsdorf, das bisher im Besitz des Stiftes Melk war, in den Besitz von Ulrich und Berthold von Pergau über, denen zu dieser Zeit das Schloss gehörte. Seitdem wechselten die Besitzer des Schlosses sehr oft. Es war auch kurz in ungarischer Hand. Auch bei der ersten Türkenbelagerung wurde es, wie alle Orte, stark in Mitleidenschaft gezogen. 1568 kaufte Hieronymus von Beck das Schloss und baute es komplett um, mit einem ausgedehnten Park.
In der Zeit danach nahm Ebreichsdorf durch seine Kaisertreue einen Aufschwung. Bei der zweiten Türkenbelagerung blieben sie durch einen Schutzbrief mit einem Treuegelöbnis verhältnismäßig ungeschoren.
In der zweiten Hälfte des 18. Jahrhunderts wurden durch die damaligen Schlossherrn starke wirtschaftliche Impulse gesetzt. So entstand eine große Baumwoll- und Schafwollmanufaktur, eine der größten im damaligen Niederösterreich. Der Hauptteil der Gebäude steht heute noch am Hauptplatz. Eine große Mühle entstand. Diese Industrialisierung wurde in der zweiten Hälfte des 19. Jahrhunderts durch die Verwendung der Wasserkraft der Piesting, Kalten Ganges und der Fischa fortgesetzt.
Letzte Inhaber der Herrschaft Ebreichsdorf am Moos war Franz Anton Graf von Kolowrat-Liebsteinsky, als in Folge der Reformen 1848/1849 wurde die Allodialherrschaft aufgelöst.
1914 kam es zur Gründung einer Niederlassung des Ordens der Salesianer Don Boscos in Unterwaltersdorf und 1915 konnte das Don Bosco Gymnasium Unterwaltersdorf mit dem Unterricht beginnen.
Ebreichsdorf kam in den 1990er Jahren in den Schlagzeilen, als der Austro-Kanadier Frank Stronach dort das sogenannte Weltkugel-Projekt verwirklichen wollte.
2024 wurde im ansässigen Magna Racino zum ersten Mal das Hip-Hop Festival Rolling Loud mit Acts wie Nicki Minaj, Travis Scott und Ice Spice in der Stadt veranstaltet.

### Bevölkerungsentwicklung
| Ebreichsdorf: Einwohnerzahlen von 1869 bis 2025     | Ebreichsdorf: Einwohnerzahlen von 1869 bis 2025 | Ebreichsdorf: Einwohnerzahlen von 1869 bis 2025 | Ebreichsdorf: Einwohnerzahlen von 1869 bis 2025 | Ebreichsdorf: Einwohnerzahlen von 1869 bis 2025 |
| --------------------------------------------------- | ----------------------------------------------- | ----------------------------------------------- | ----------------------------------------------- | ----------------------------------------------- |
| Jahr                                                |                                                 |                                                 |                                                 | Einwohner                                       |
| 1869                                                | 1869                                            |                                                 | 3.099                                           | 3.099                                           |
| 1880                                                | 1880                                            |                                                 | 3.940                                           | 3.940                                           |
| 1890                                                | 1890                                            |                                                 | 4.371                                           | 4.371                                           |
| 1900                                                | 1900                                            |                                                 | 4.466                                           | 4.466                                           |
| 1910                                                | 1910                                            |                                                 | 4.659                                           | 4.659                                           |
| 1923                                                | 1923                                            |                                                 | 4.761                                           | 4.761                                           |
| 1934                                                | 1934                                            |                                                 | 4.847                                           | 4.847                                           |
| 1939                                                | 1939                                            |                                                 | 4.651                                           | 4.651                                           |
| 1951                                                | 1951                                            |                                                 | 4.504                                           | 4.504                                           |
| 1961                                                | 1961                                            |                                                 | 4.690                                           | 4.690                                           |
| 1971                                                | 1971                                            |                                                 | 5.460                                           | 5.460                                           |
| 1981                                                | 1981                                            |                                                 | 5.607                                           | 5.607                                           |
| 1991                                                | 1991                                            |                                                 | 7.353                                           | 7.353                                           |
| 2001                                                | 2001                                            |                                                 | 8.788                                           | 8.788                                           |
| 2011                                                | 2011                                            |                                                 | 9.976                                           | 9.976                                           |
| 2021                                                | 2021                                            |                                                 | 11.558                                          | 11.558                                          |
| 2025                                                | 2025                                            |                                                 | 12.003                                          | 12.003                                          |
| Quelle(n): Statistik Austria, Gebietsstand 1.1.2021 |                                                 |                                                 |                                                 |                                                 |

## Kultur und Sehenswürdigkeiten

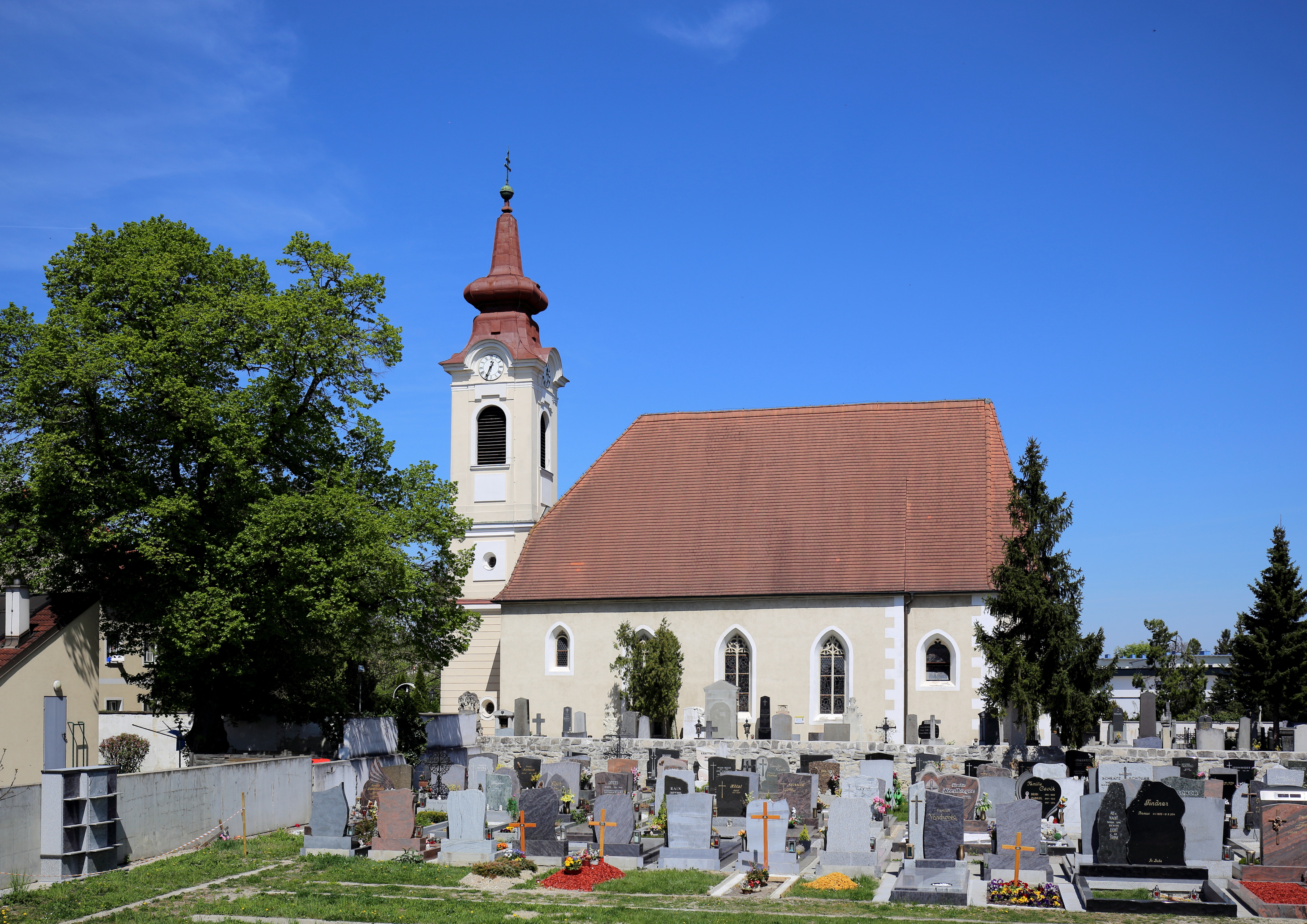
Pfarrkirche Ebreichsdorf

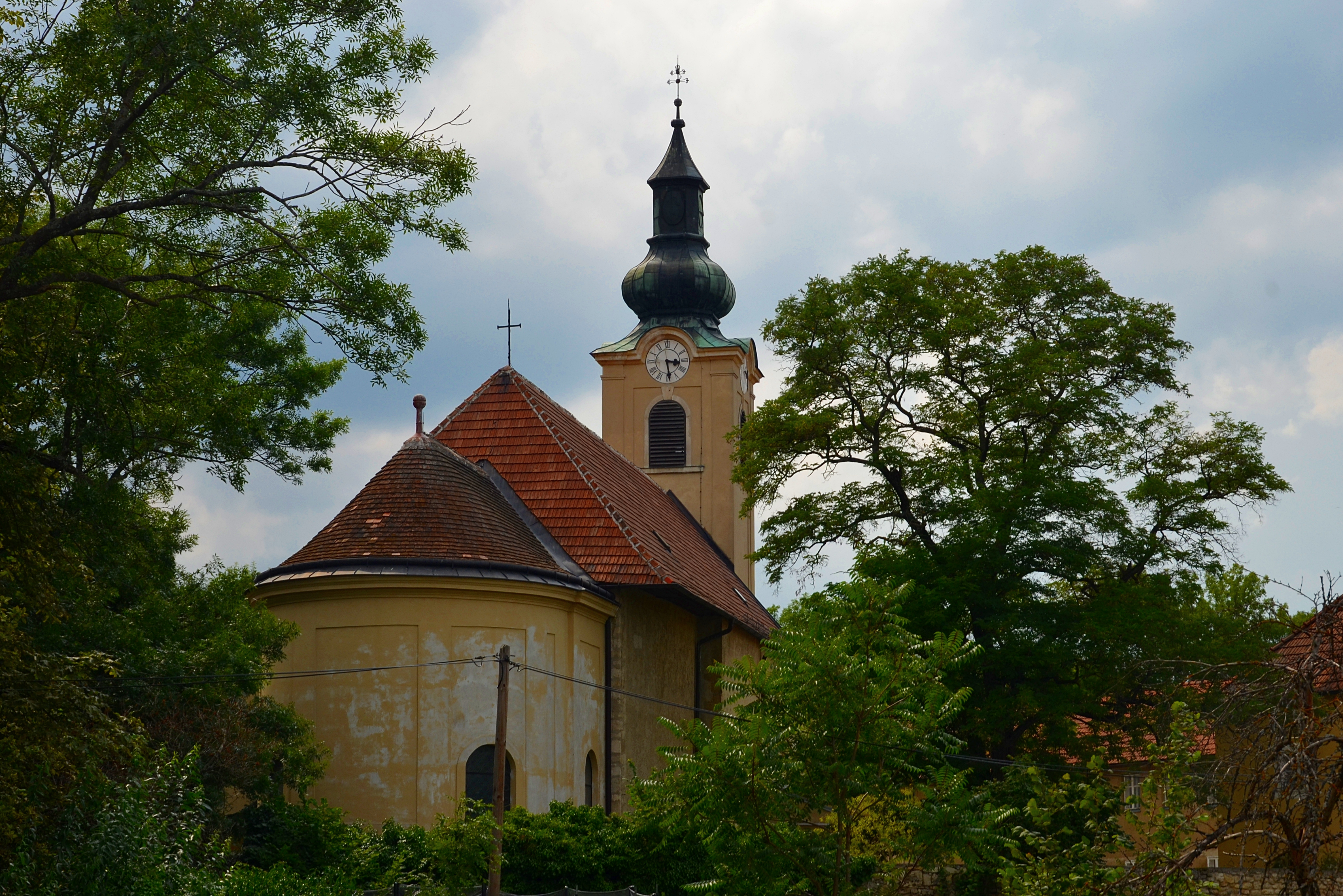
Pfarrkirche Unterwaltersdorf

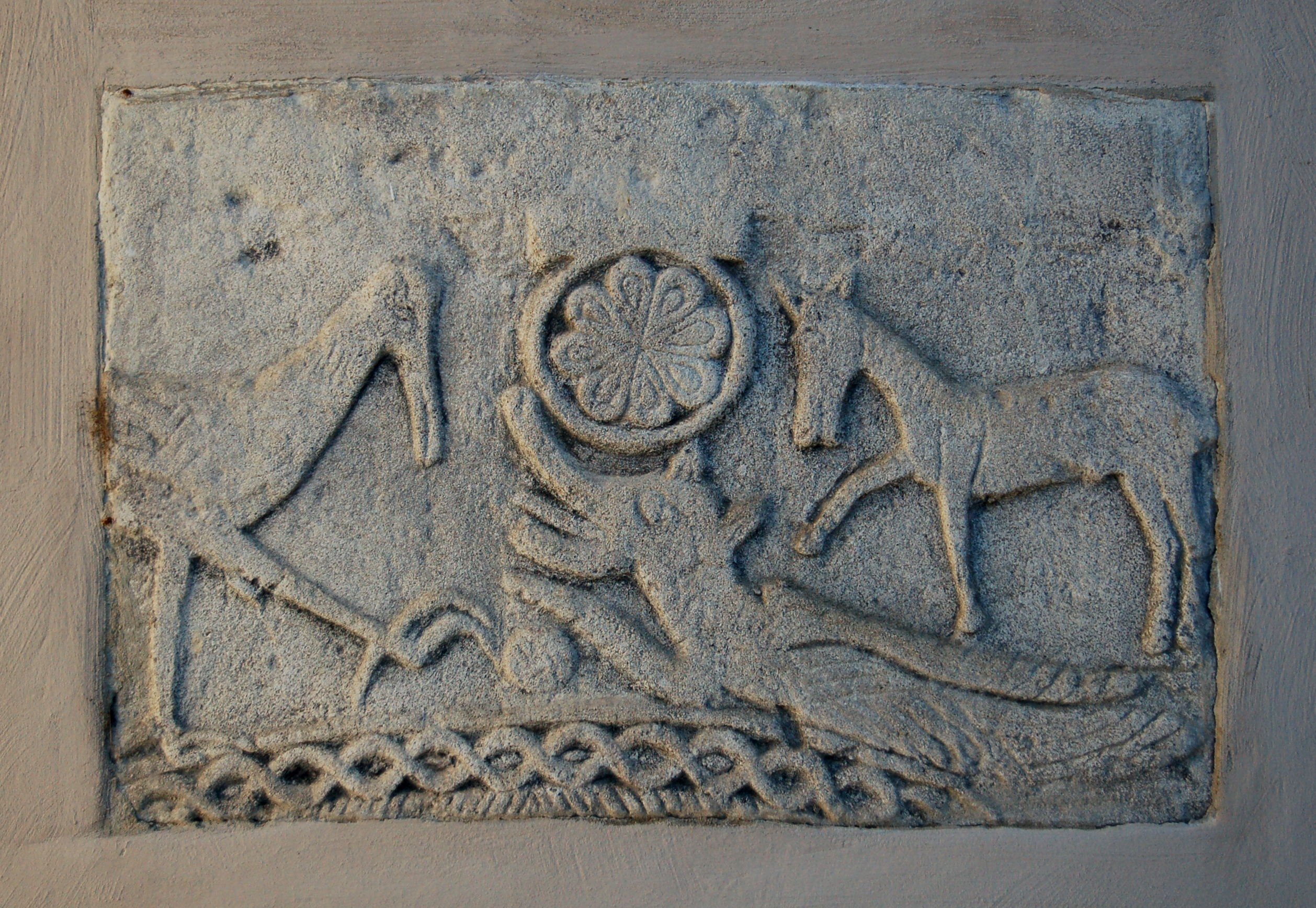
Pfarrkirche Weigelsdorf: Relief mit Vogel, Drache, Pferd

Das Stadtbild wird geprägt vom mittelalterlichen Schloss und dem in Resten als Anger erkennbaren Hauptplatz.
- Schloss Ebreichsdorf
- Schloss Schöngrabern
- Katholische Pfarrkirche Ebreichsdorf hl. Andreas: Der gotische Sakralbau hat eine romanische Kernsubstanz. Der barocke vorgestellte dreizonige Westturm mit Zwiebelhelm wurde 1784 errichtet.
- Katholische Pfarrkirche Unterwaltersdorf hl. Bartholomäus: Die Pfarre wird bereits 1050 als Mutterpfarre vieler Pfarren in der Umgebung genannt.
- Katholische Pfarrkirche Weigelsdorf hll. Peter und Paul
- Katholische Filialkirche Schranawand hl. Georg
- Heimatmuseum Ebreichsdorf

## Wirtschaft und Infrastruktur

### Bildung
In der Gemeinde gibt es sechs (ein weiterer befindet sich im Bau)  Kindergärten, zwei Krabbelstuben, drei Volksschulen, eine Neue Mittelschule, das Don Bosco Gymnasium Unterwaltersdorf und eine private Schule nach Montessori.

### Verkehr
- Straße: Verkehrsmäßig ist Ebreichsdorf durch die Südost-Autobahn A 3 und die Ödenburger Straße B 16 sowie die Leitha-Straße B 60 erschlossen. Die Pottendorfer Linie, eine Bahnstrecke von Wien nach Wiener Neustadt, verlief durch den Ort Ebreichsdorf. 2023 wurde die Strecke nach Osten verlegt und ein neuer Bahnhof „auf der grünen Wiese“ errichtet.
- Durch den Ort Unterwaltersdorf führt die Verbindungsstrecke der Pottendorferlinie zur Ostbahn von Wampersdorf nach Gramatneusiedl. Der ehemalige Bahnhof wurde allerdings aufgelassen und beherbergt heute, unter Denkmalschutz stehend, das Heimatmuseum.

### Sport

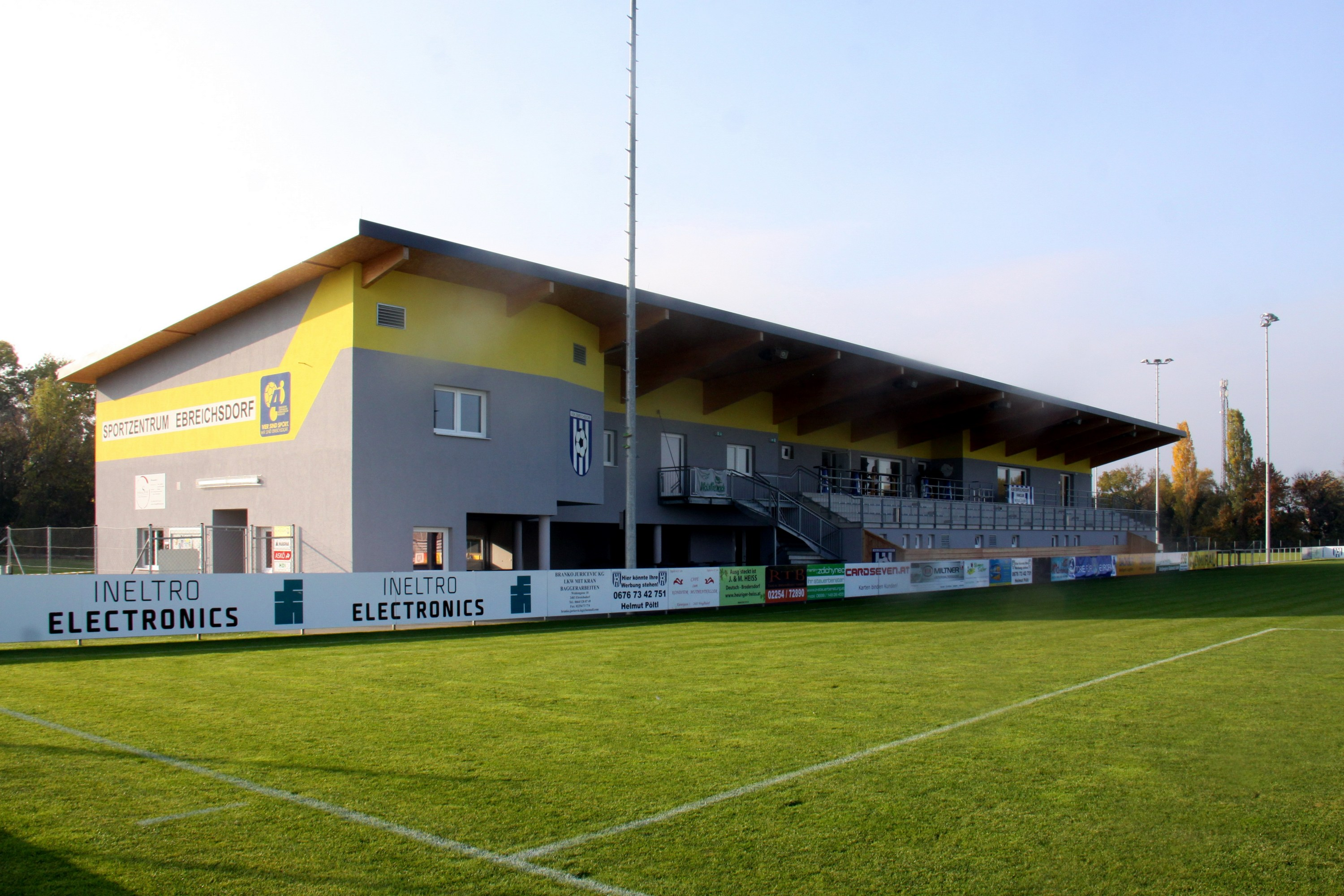
Das 2013 eröffnete Sportzentrum

Das Volleyteam Roadrunners Ebreichsdorf spielt in der Niederösterreichischen Regionalliga.
Der ASK Ebreichsdorf spielt seit der Saison 2015/2016 in der Regionalliga Ost, der dritthöchsten Leistungsstufe im österreichischen Fußball. Heimstätte des Vereins ist das in den Jahren 2012/13 von der Stadtgemeinde errichtete Sportzentrum, das neben dem Fußballplatz zwei Beachvolleyballplätze, einen Skaterplatz, einem Mehrzweckplatz und einem Erlebnisspielplatz ausgestattet ist. Die Kosten für das neue Sportzentrum betrugen 2,8 Millionen Euro. Damit wurden die geschätzten Baukosten von 2,5 Millionen Euro um 12 Prozent überschritten.

### Pferdesportzentrum und PferderennbahnMagna Racino(seit 2025:Comer City)
Bekannt ist Ebreichsdorf für seinen Reitclub, Poloclub, sowie den 18-Loch-Golfplatz. Von der Eröffnung 2004 bis 2014 fanden auf der von Frank Stronach errichteten und zur Magna Entertainment Corporation gehörenden Pferde-Rennbahn Magna Racino Pferderennen statt. Im Jahr 2013 fanden die Europameisterschaften im Voltigieren in Ebreichsdorf statt und wurden im August 2017 erneut dort ausgetragen.
Daneben fanden immer wieder auch Musikveranstaltungen statt. Nach dem Sieg von JJ beim Eurovision Song Contest 2025 wurde das Gelände als einer der möglichen Austragungsorte für den Eurovision Song Contest 2026 vorgeschlagen.
Nach dem Rückzug Stronachs aus Österreich ging das Gelände, das neben einer Rennbahn, Stallungen, Turnierplätzen und Reithallen auch Veranstaltungsräume und ein Casino umfasst, an die Sakoyah Beteiligungsverwaltungs GmbH, eine Tochtergesellschaft der Wiener HOLSTER Privatstiftung, die dem deutschen Werft-Eigentümer Peter Lürßen gehört.
Das Gelände wurde zu Jahresbeginn 2025 an den irischen Immobilienentwickler, Pferdezüchter und Milliardär Luke Comer verkauft und trägt seitdem den Namen Comer City.

## Politik

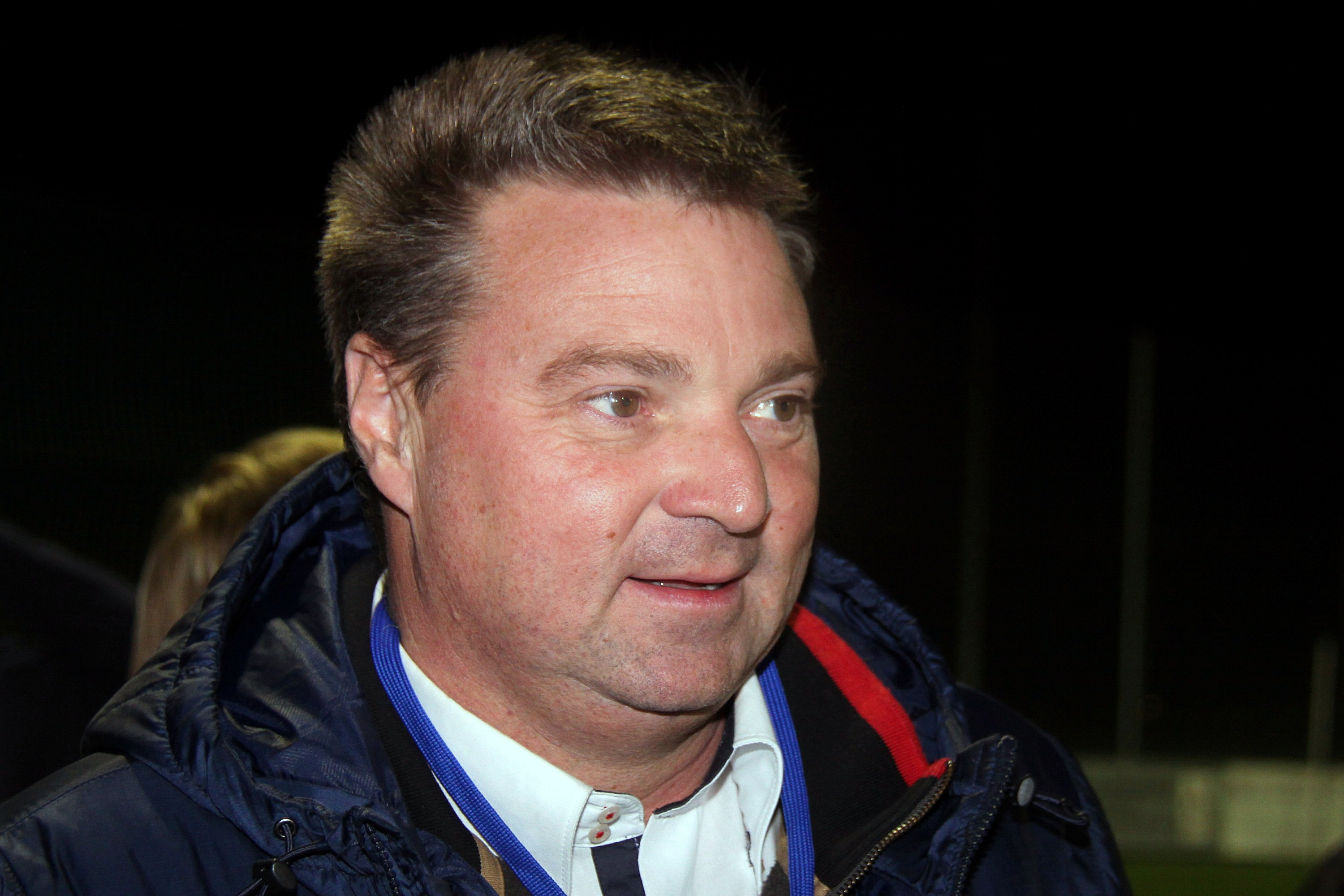
Bürgermeister Wolfgang Kocevar

### Gemeinderat
Der Gemeinderat hatte 33 Mitglieder und 37 Mitglieder ab dem Jahr 2025.
- Nach den Gemeinderatswahlen in Niederösterreich 1990 hatte der Gemeinderat folgende Verteilung: 14 SPÖ, 7 ÖVP, 6 Bürgerliste, 4 FPÖ, 1 Interessensgemeinschaft EHZ Weigelsdorf und 1 Ebreichsdorfer Wahlgemeinschaft – Liste Nevlacsil (EWG).
- Nach den Gemeinderatswahlen in Niederösterreich 1995 hatte der Gemeinderat folgende Verteilung: 14 SPÖ, 8 Bürgerliste, 4 ÖVP, 3 FPÖ, 2 Unabhängig-Unterwaltersdorf-Schranawald (UWS), 1 Interessensgemeinschaft EHZ Weigelsdorf und 1 LIF.[17]
- Nach den Gemeinderatswahlen in Niederösterreich 2000 hatte der Gemeinderat folgende Verteilung: 13 Bürgerliste, 11 SPÖ, 3 ÖVP, 2 GRÜNE, 2 FPÖ, 1 Interessensgemeinschaft EHZ Weigelsdorf und 1 Unabhängig-Unterwaltersdorf-Schranawald (UWS).[18]
- Nach den Gemeinderatswahlen in Niederösterreich 2005 hatte der Gemeinderat folgende Verteilung: 15 Bürgerliste, 11 SPÖ, 3 ÖVP, 1 GRÜNE, 1 Interessensgemeinschaft EHZ Weigelsdorf, 1 Bürger Aktiv und 1 Unabhängig-Unterwaltersdorf-Schranawald (UWS).[19]
- Nach den Gemeinderatswahlen in Niederösterreich 2010 hatte der Gemeinderat folgende Verteilung: 13 Bürgerliste, 12 SPÖ, 3 ÖVP, 2 FPÖ, 2 Initiative Lebensqualität, Verkehr Stadtgemeinde Ebreichsdorf (ILSE) und 1 GRÜNE.[20]
- Nach den Gemeinderatswahlen in Niederösterreich 2015 hatte der Gemeinderat folgende Verteilung: 16 SPÖ, 9 Bürgerliste, 4 FPÖ, 3 ÖVP und 1 GRÜNE.[21]
- Nach den Gemeinderatswahlen in Niederösterreich 2020 und der Neuwahl im Wahlsprengel 7 (am 7. Juni 2020) hatte der Gemeinderat folgende Verteilung: 17 SPÖ, 5 ÖVP, 4 Bürgerliste, 4 FPÖ, 2 GRÜNE und 1 NEOS.[22] Die teilweise Wiederholung der Wahl in Ebreichsdorf im Juni 2020 brachte der SPÖ einen Mandatsgewinn.[23]
- Nach den Gemeinderatswahlen in Niederösterreich 2025 hat der Gemeinderat folgende Verteilung: 22 SPÖ, 8 FPÖ, 3 ÖVP, 2 Bürgerliste, 1 GRÜNE und 1 NEOS.[24]

### Bürgermeister
- bis 2010 Josef Pilz (Bürgerliste)
- seit 2010 Wolfgang Kocevar (SPÖ)

### Gemeindepartnerschaften
- seit ? Ziębice, Polen

## Persönlichkeiten

### Söhne und Töchter der Gemeinde
- Hans Hofer (1863–1941), Politiker (CSP)
- Rosalie Zull (1887–1971), Gewerkschaftssekretärin und Politikerin (SDAP)
- Bruno Jursitzky (1896–1944), Widerstandskämpfer, hingerichtet am 21. Februar 1944 im Landesgericht Wien
- Franz Hubmann (1914–2007), Fotograf, Bildjournalist
- Ida Krottendorf (1927–1998), Schauspielerin

### Personen mit Bezug zur Gemeinde
- Alois Cipin (1913–1985), Gemeinderat von 1955 bis 1970
- Andreas Graf (* 1985), Bahn- und Straßenradrennfahrer, lebt in Ebreichsdorf
- Chiara Kerper (* 1998), Sängerin und Musikerin
- Lisa Schuch-Gubik (* 1994), Moderatorin und Abgeordnete zum Nationalrat
- Ulla Weigerstorfer (* 1967), Miss World und Abgeordnete zum Nationalrat